# 鹽埕町

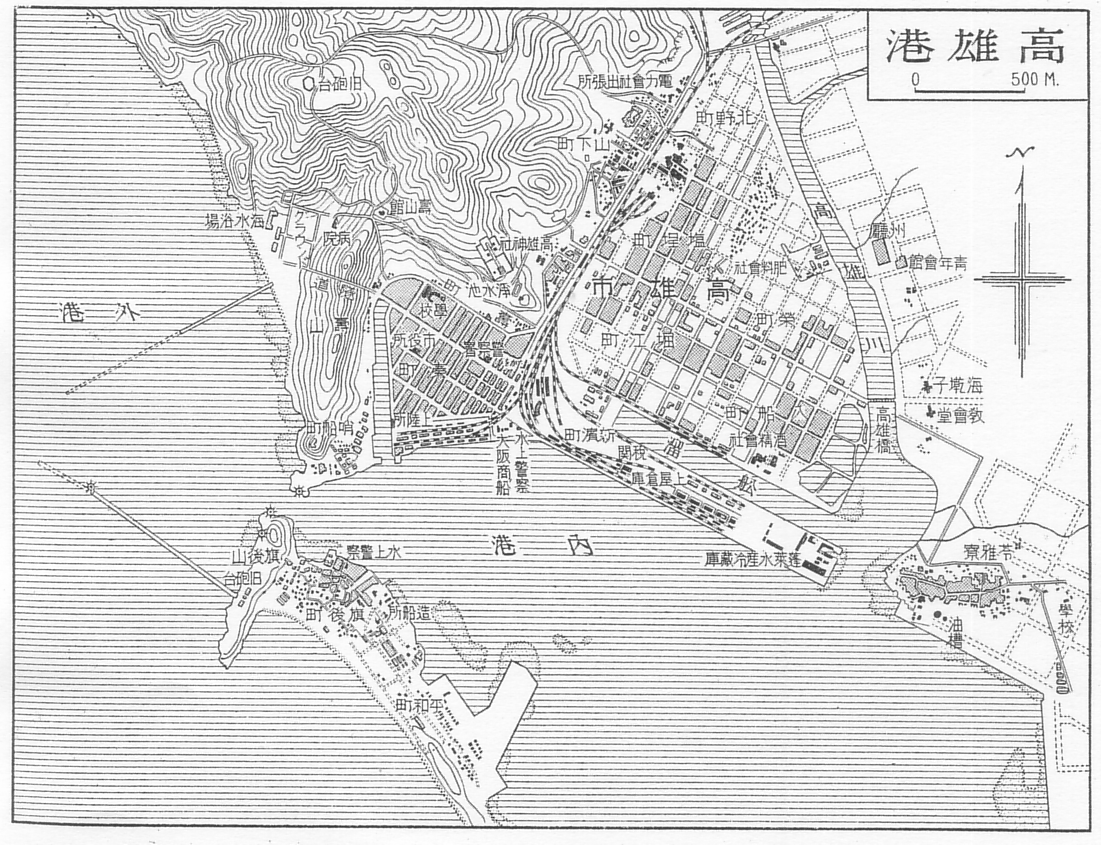
1930年左右的高雄地圖，可見鹽埕町等。

鹽埕町（塩埕町）是臺灣日治時期高雄市的行政區劃之一，為瀨南鹽場一帶填海造陸後於1915年所設的五個町區之一。該區位於今天的鹽埕區五福四路與大勇路交叉處西北、鹽埕示範市場一帶，約等於今之鹽埕區陸橋、教仁、中山、瀨南、中原、新樂等里所轄範圍。在1926年時的人口約有4763人。

## 町內設施
- 鹽埕町市場
- 鹽埕町派出所（現七賢路派出所）
- 高雄銀座
- 興業信用組合事務所
- 吉井百貨[2]
- 慶雲藥行/樓外樓（高雄市大仁路原鹽埕町二丁目連棟街屋）
- 友松醫院[3]
- 平和醫院[4]
- 仁和醫院
- 媽基旅館
- 張啟華畫室
- 振文書局[5]
- 壽榮閣[6]
- 山水亭[7]
- 銅雀樓[6]
- 玉美樓[6]
- 高雄樓[6]
- 得州樓[6]
- 台灣新春樓[6]
- 吾妻旅館與梅屋敷高雄支店 [6]
- 勸業銀行高雄支店[8]
- 佛教慈愛院
- 澎湖會館